# バッドサンタ
『バッドサンタ』（原題: Bad Santa）は、2003年公開のアメリカ合衆国のコメディ映画。監督はテリー・ツワイゴフ。製作総指揮/プロデューサーはコーエン兄弟。日本では劇場公開時PG-12指定。
続編の『バッドサンタ2』が2016年11月23日に全米公開された。

## あらすじ
ウィリー・T・ソーク（ビリー・ボブ・ソーントン）は無職、前科一犯、離婚歴二回、重度のアルコール依存症で酒に溺れる日々を送る中年男。収入源は金庫破りで、毎年クリスマスに相棒のマーカス（トニー・コックス）と各地のショッピングモールに侵入し、大金を盗み出していた。
11万ドルの現金を強奪したある年のクリスマスイヴ、ウィリーは引退を決意。酒をやめ結婚し、まともな商売を始めようとマイアミに移り住む。
翌年の12月、案の定マイアミ・ビーチで酒に溺れ借金まみれの無茶苦茶な生活を送っていたウィリーは、マーカスから再び仕事のオファーを受け、フェニックス (アリゾナ州)のショッピングモール「チェンバレンズ」にやってくる。2人はショッピングモール・サンタの仕事に就きながら、現金強奪のためモールの金庫やセキュリティシステムを調べ始める。そこへある日、いじめられっ子の少年（ブレット・ケリー）がモールを訪れ、ウィリーを本物のサンタと信じ込んで付きまとうようになる。

## キャスト
- ウィリー・タグボート・ソーク - ビリー・ボブ・ソーントン

ショッピングモール専門の金庫破り。女好きで重度のアルコール依存症。クリスマス・シーズンになると客引きのサンタクロースとしてショッピングモールに勤務し、そのモールの金庫やセキュリティシステムを調べるのが得意の手口。
- マーカス・スキッドモア - トニー・コックス

ウィリーの口達者な相棒。小人症特有の低い身長を活かして盗みを働く。客引きのクリスマスのエルフとしてウィリーと共にショッピングモールに勤務する。
- キッド - ブレット・ケリー（英語版）

いじめられっ子の少年。ウィリーを本物のサンタクロースだと勘違いして付きまとう。名前はサーマン・マーマン。
- スー - ローレン・グレアム

バーのウェイター。サンタクロース好きでウィリーと関係を持つ。
- ロイス・スキッドモア - ローレン・トム

マーカスのアジア系の妻。
- ジン・スラゲル - バーニー・マック

チェンバレンズ・モールの警備主任。ボブからの依頼でウィリーとマーカスの正体を調べる。
- ボブ・チペスカ - ジョン・リッター

チェンバレンズ・モールのマネージャー。ウィリーとマーカスの素性を怪しむ。
- ヒンドゥスターニー・トラブルメーカー - アジェイ・ナイデュ
- ミルウォーキーの母親 - アレックス・ボースタイン
- オーパル - オクタヴィア・スペンサー
- ハーブ - マット・ウォルシュ
- ロジャー・マーマン - イーサン・フィリップス

キッドの父親。とある事情で家を留守にしている。
- おばあちゃん - クロリス・リーチマン（クレジットなし）

キッドの祖母。ボケている。

## スタッフ
- 監督：テリー・ツワイゴフ
- 製作総指揮：イーサン・コーエン、ジョエル・コーエン
- 製作：サラ・オーブリー、ジョン・キャメロン、ボブ・ワインスタイン
- 脚本：グレン・フィカーラ、ジョン・レクア
- 音楽：デヴィッド・キティ
- 撮影：ジェイミー・アンダーソン

## 日本語吹替
| 役名           | 俳優                     | 日本語吹替 |
| -------------- | ------------------------ | --- |
| ウィリー       | ビリー・ボブ・ソーントン | 磯部勉 |
| マーカス       | トニー・コックス         | 高木渉 |
| キッド         | ブレット・ケリー         | 坂本千夏 |
| スー           | ローレン・グレアム       | 水谷優子 |
| ジン           | バーニー・マック         | 大塚芳忠 |
| その他         |                          | 塾一久 羽村京子 堀越真己 安井邦彦 後藤哲夫 滝沢久美子 落合弘治 小尾元政 増田ゆき 浅井晴美 小林由美子 重松朋 高宮武郎 船木真人 |
|                |                          | |
| プロデューサー |                          | 朝倉美奈子（日活） |
| 演出           |                          | 蕨南勝之 |
| 翻訳           |                          | 徐賀世子 |
| 録音・調整     |                          | 重光秀樹 |
| 制作担当       |                          | 相原正之 尾澤美牧 |
| 制作           |                          | HALF H・P STUDIO |

## その他
- アメリカのショッピングモールは、毎年クリスマスの時期にサンタクロースの家が設置される。子どもたちはサンタの膝に乗って写真撮影をしたり「何が欲しい？」と聞かれるのが定番になっている。
- ビリー・ボブ・ソーントンは酒を飲むシーンが多々あったせいか撮影中、何度も酔っぱらってしまったと話している。また、この作品で、ゴールデングローブ賞、サテライト賞にノミネートされた。
- 支配人のボブ・チペスカ役のジョン・リッターは撮影直後に他界。最後のクレジットで「この映画をジョン・リッターに捧げる」と旨が記されている。
- ラストシーンでサーマンが着ていたTシャツ“SHIT HAPPENS WHEN YOU PARTY NAKED”は、映画『マイアミ・ブルース（英語版）』にも出てくる。
- ウィリーは70年代、リンドン・ジョンソン大統領の時代にメキシコに2年半駐屯していたという設定になっている。
- ウィリーのミドルネーム“タグボート”(Tugboat)は、手淫などの性的な意味を持つスラング。

## サウンドトラック
| No. | 曲名                                     | アーティスト名                                                                                                 |
| --- | ---------------------------------------- | --- |
| 1   | 夜想曲第2番                              | ショパン |
| 2   | Up on the House Top                      | ベンジャミン・ハンビー, performed by エディ・アーノルド,チェリー・シスターズ                                   |
| 3   | ジングルベル・ロック                     | ボビー・シャーマン                                                                                             |
| 4   | ふたりだけのクリスマス                   | チャールズ・ブラウン, performed by ソーヤー・ブラウン                                                          |
| 5   | パパはマンボがお好き                     | アル・ホフマン, ディック・マニング, and ビックレー・ライヒナー, performed by ザビア・クガート                  |
| 6   | Holly Jolly Christmas                    | ジョニー・マークス, performed by バール・アイヴス                                                              |
| 7   | Let It Snow! Let It Snow! Let It Snow!   | サミー・カーン and ジューリー・スタイン, performed by ディーン・マーティン                                     |
| 8   | ひいらぎかざろう(Deck the Halls)         | ブーツ・ランドルフ                                                                                             |
| 9   | ジングルベル                             | ジェームス・ピアポント, performed by リッキー・ネルソン                                                        |
| 10  | It Came Upon the Midnight Clear          | エドモンド・シアーズ and リチャード・ストーズ・ウィリス, performed by The Symphonette Society                  |
| 11  | It's the Most Wonderful Time of the Year | エドワード・ポラ and ジョージ・ワイル, performed by アンディ・ウィリアムス                                     |
| 12  | 眠れる森の美女                           | ピョートル・チャイコフスキー, performed by the ベルリン放送交響楽団                                            |
| 13  | ジャズ組曲 No. 2                         | ドミートリイ・ショスタコーヴィチ, performed by the ロイヤル・コンセルトヘボウ管弦楽団                          |
| 14  | Have Yourself a Merry Little Christmas   | ヒュー・マーティン and ラルフ・ブレイン, performed by ビング・クロスビー                                       |
| 15  | ウィンターワンダーランド                 | フェリックス・バーナード and リチャード・スミス, performed by The Symphonette Society                          |
| 16  | Overture to セビリアの理髪師             | ジョアキーノ・ロッシーニ, 演奏：Zagreb Festival Orchestra, 指揮：ミヒャエル・ハラース                          |
| 17  | 鍛冶屋の合唱 from イル・トロヴァトーレ   | ジュゼッペ・ヴェルディ, performed by the モルモンタバナクル合唱団                                              |
| 18  | Seasons Freaklings                       | バニーグラント                                                                                                 |
| 19  | Christmas (Baby Please Come Home)        | エリー・グレニッチ, ジェフ・バリー, フィル・スペクター, performed by Swag Music Group featuring トム・チャペル |
| 20  | ハバネラ from カルメン                   | ジョルジュ・ビゼー                                                                                             |
| 21  | きよしこの夜(Silent Night)               | フランツ・クサーヴァー・グルーバー and ヨゼフ・モール(Joseph Mohr)                                             |